# Francisco Peralta y Ballabriga
Francisco Peralta y Ballabriga, né le 15 août 1911 à Híjar en Espagne, et mort le 23 août 2006 à Saragosse, est un prêtre et évêque catholique espagnol, évêque du diocèse de Vitoria de 1955 à 1978. 

## Biographie
Francisco Peralta y Ballabriga  nait le 15 août 1911 à Híjar dans la province de Teruel. Il étudie au séminaire de Saragosse (es) de 1921 au 1928 et, ensuite, il étudie à Rome (Académie pontificale saint Thomas d'Aquin) de 1929 à 1937 ; il y obtient un doctorat en théologie, droit canonique et philosophie scolastique et un diplôme en bibliothéconomie à la Bibliothèque du Vatican.
Ordonné prêtre en 1936, il obtient son premier ministère comme curé de Jatiel, Castelnou et de la Puebla de Híjar. Il enseigne au séminaire et à l'université de Saragosse. En 1944, il est nommé chancelier-secrétaire de la faculté et du séminaire du diocèse de Huesca.

### Évêque
Nommé évêque de Vitoria, 9 janvier 1955, il est consacré le 20 mars suivant par l'archevêque Ildebrando Antoniutti, nonce apostolique en Espagne. Il est père conciliaire durant toutes les sessions du Concile Vatican II, et promeut dans son diocèse la réforme liturgique décidée par le Concile.
Il prend sa retraite le 10 juillet 1978 mais demeure administrateur apostolique jusqu'au 30 mars 1979 date de l'arrivée de son successeur, Mgr José María Larrauri Lafuente.
Il meurt le 23 août 2006, huit jours après avoir fêté ses quatre-vingt-quinze ans.